# 8 Draconis
8 Draconis (Taiyi, 8 Dra) – gwiazda w gwiazdozbiorze Smoka. Jest odległa od Słońca o około 96 lat świetlnych.

## Nazwa
Gwiazda ta ma nazwę własną Taiyi, która pochodzi z tradycji chińskiej. Nazwa chiń. 太一; pinyin Tàiyī, oznacza „Najwyższą Jedność” i wywodzi się z filozofii taoistycznej. Tak słaba gwiazda została celowo wybrana, dla zaznaczenia jej świętości i tajemniczości. Międzynarodowa Unia Astronomiczna w 2017 roku formalnie zatwierdziła użycie nazwy Taiyi dla określenia tej gwiazdy.

## Charakterystyka
Jest to żółto-biały karzeł, gwiazda ciągu głównego należąca do typu widmowego F. Jest to gwiazda zmienna typu gamma Doradus o okresie zmienności około 10 godzin. Jest ona 5,75 razy jaśniejsza niż Słońce i ma temperaturę 7129 K.